# 第一代威靈頓公爵阿瑟·韋爾斯利
第一代威灵顿公爵阿瑟·韦尔斯利 KG GCB GCH PC FRS（1769年5月1日—1852年9月14日）是19世紀的英國將軍和首相，曾獲封為英國陸軍元帥、公爵，以及七個反法同盟國家的元帥頭銜。他被視為是拿破崙戰爭中反法同盟陣營最偉大的軍事將領，也是歷史上最出色的軍事將領之一，在漫長的軍事生涯中從未遭受重大會戰失利。
威靈頓出生於一個愛爾蘭新教貴族家庭，在英邁戰爭與第二次馬拉塔戰爭中表現出色，並在阿薩耶戰役對敵軍取得決定性勝利。1808年8月，他率軍在葡萄牙登陸，在維梅魯之戰後將法軍逐出葡萄牙。1809年，他在葡萄亞擊敗法軍元帥蘇爾特指揮的入侵部隊，接著在塔拉韋拉戰役與法軍戰平。1811年，他挫敗法軍元帥馬塞納組織的第三次入侵，接著與法軍對峙一年多，直到在薩拉曼卡戰役後成功突破法軍戰線，但隨著他對布哥斯失敗的圍攻，英軍被迫放棄先前的戰果。他在戰爭後期贏得了維多利亞戰役，在接下來的數場勝利後入侵法國本土。1815年，他在比利時贏得著名的滑鐵盧戰役。他在1828年後兩次出任英國首相，並終身保持英國總司令的職位。

## 早年
威灵顿出生时号“阿瑟·韦斯利阁下”（The Honourable Arthur Wesley），是加勒特·韦斯利，第一代莫寧伯爵（Garret Wesley, 1st Earl of Mornington）与亚瑟·希尔-特雷弗，第一代邓甘嫩子爵（Arthur Hill-Trevor, 1st Viscount Dungannon）的长女安娜（Anne）的四子。他最有可能是在家族的排屋，都柏林梅里奧上街（Upper Merrion Street）24号出生，这里现在是“梅里奧酒店”（Merrion Hotel）。大多数传记作者以当时的报纸为证据，认为他在1769年5月1日出生，这是他受洗的日期。其他可能的出生地点有：他父亲声称他在都柏林莫寧頓樓（Mornington House）出生；或者是于家族在阿蒂（Athy）的庄园出生，因为威灵顿在1851年人口普查时回到这里，现庄园已被焚毁；也有可能在邻近的楼内出生；甚至可能在一条包艇上出生。
他童年的大部分时间都在家族的两座住宅中渡过，第一座在都柏林，第二座，在单根堡（Dangan Castle），在Summerhill北部3.1里（5公里）处，位于兰斯特省（Province of Leinster）County Meath的Trim路（Trim Road）。在1781年，他的长兄理查德继承了父亲的爵位。他的另外两个兄弟在后来被封为马里伯勒男爵（Baron Maryborough）与考利男爵（Baron Cowley）。
在单根时，他到特兰姆（Trim）的教区学校读书，在都柏林时，到怀特先生学院（Mr. Whyte's Academy）读书，在伦敦时在切爾西的布朗预备学校（Brown's Preparatory School）读书。后来，他进入伊顿公学，在1781至1784年间在这里读书。他在这里孤独，这使得他不喜欢它。所以后来传闻他所说的：“滑铁卢战役赢在伊顿的操场上。”估计是错误的。另外，当时的伊顿没有操场。他并未因奖学金而改变，但如拿破仑般，他既敏捷又善算术。他的父亲于1781年去世。因家庭拮据，他被召回，离开了他屡遭挫折的伊顿，与她一起往布魯塞爾。在这里，他是他们寄居的房子的房主，大律師路易·古贝尔的学生。据同学说，他酷爱音乐，善弹小提琴，但除此之外一无所长。他既聪明又严厉的母亲认为她的“丑小子阿瑟”“适合做炮灰”，并于1786年将他送往昂熱的皮涅罗尔军事学院（Pignerol's Military Academy），这间学院主要是一间骑术学校。他被认为“体质虚弱，不专注于学业，并常与一只叫维克（Vic')的小猎犬一起霸占地盘。”在大概一年后他改了名，与左邻右里结友，并在后来在法国服役时得到了一个工具。

## 军旅生涯

### 早年军旅生涯

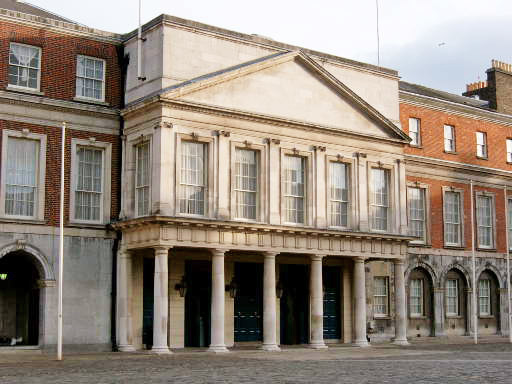
自1787年起，威灵顿先后为两位爱尔兰中尉的副官。图为都柏林堡正门

1787年3月7日，他加入了第73高地团。他的长兄爱德华在炮兵中给他委托了一个职位。第76团部队当时驻扎在印度，但他没有到印度去。12月25日，他成为了第76团中尉。1788年1月23日，他被调到第41团，然后，在6月25日，他被调到了第12轻龙骑兵团。1791年6月30日，他被调到第58步兵团，获得了一队士兵，然后，在1792年10月31日，他被调到第18轻骑兵团。在此期间，他慢慢地地爱上了朗福德伯爵（Earl of Longford）之女基蒂·帕克南。她在他眼中“既快活又充满魅力”。1793年，他向她求婚，却被她的长兄托马斯阻止，因为威灵顿太过年轻又负债累累而且看起来没什么前途。他的音乐梦被这次拒绝毁灭了，他愤怒地烧掉了他的小提琴，下定决心从军。
但是，在这些部队中服役时，他很少履行自己的职务。在1787年11月到1793年3月这段时间间，他先后为两位爱尔兰中尉的副官。第一位中尉是白金汉侯爵，第二位中尉是威斯特摩蘭伯爵（Earl of Westmorland）。Viceregal Court物价高昂，但他每年只有125镑收入，他称他唯有向他的鞋匠房东借钱。1790年4月，他以Trim区议员身份回到爱尔兰议会，并一直把持住这个席位，直到1795年6月5日散会。据他的长兄说，他凭着“出色的判断力，和蔼近人的举止与他的坚定性”重新得了家人的好感。1793年1月10日，他第二次发表演说，内容有关王室宣布准备对法战争与建议考虑天主教徒的主张，他支持政府给予天主教教徒权利的法案，但反对允许天主教教徒进入议会的修正案。

### 尼德兰

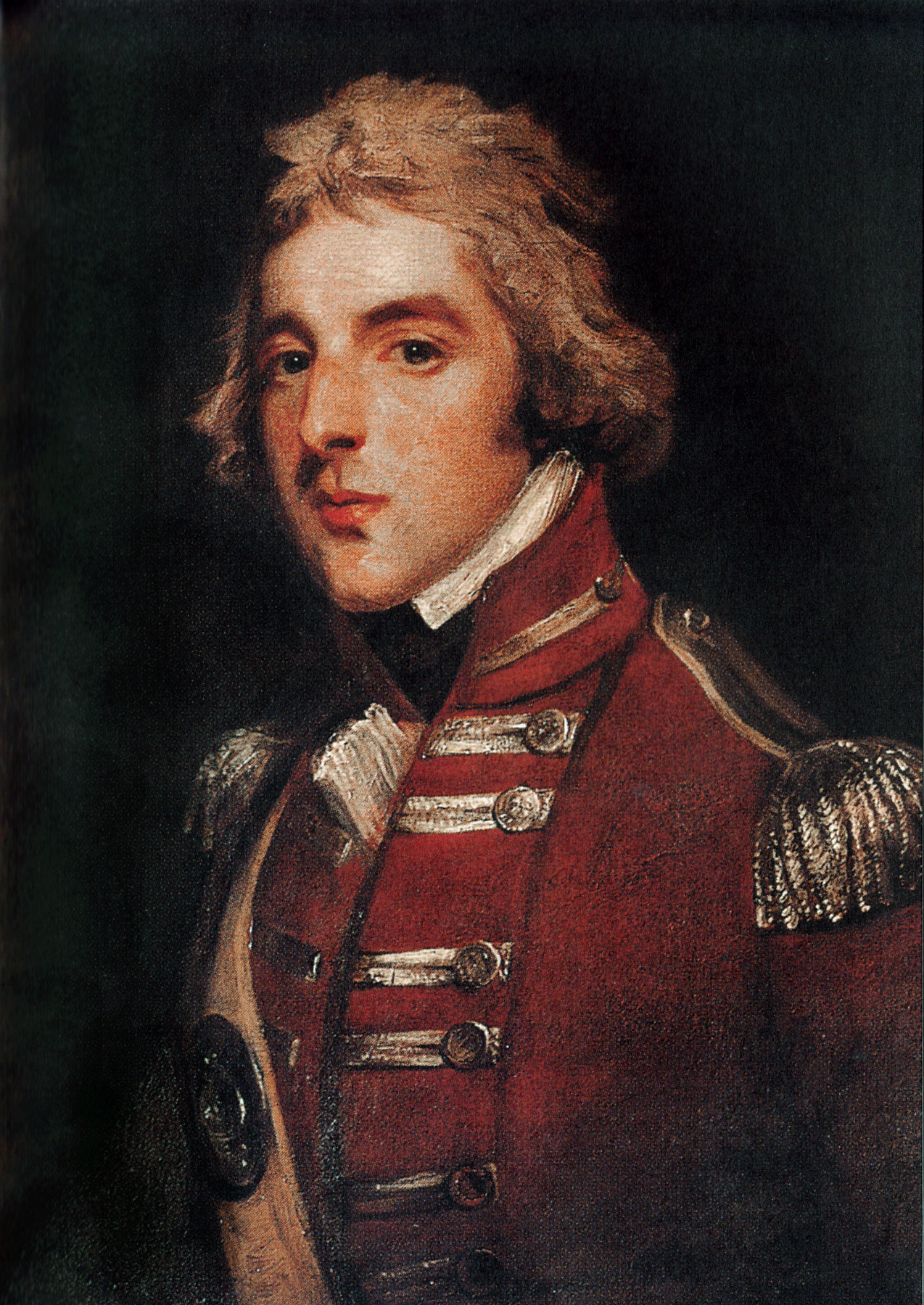
第33步兵团中校阿瑟·韋爾斯利

1793年，约克公爵被派往弗兰德斯指挥盟军对抗入侵的法军。1794年，第33步兵团被派往增援在尼德兰作战的英军，刚刚通过捐官成为少校的威灵顿也在6月与33团一起在Cork港起程航往弗兰德斯，这是他第一次参战。3个月后，他再次通过捐官晋升，成为中校。在战役中他晋升为旅指挥官。在Boxtel战役前，他的部队在布雷达东部敌军的炮火下前进。在战役的后半部分，冬季时，他的部队负责防守瓦爾河。在这段时间里，他因潮湿的环境而病倒。因战役被证明是失败的，约克公爵的部队于1795年返回。在这场战役中，威灵顿学到了不少东西，比如纵队前进中需要仍然维持稳固的射击线列以及离岸援助的重要性。他总结出：许多战役之所以失败是因为指挥部组织混乱。后来，他评价他在尼德兰的那段时间：“最后，我学到了不要做的事，这总是有价值的一课。”
1795年3月，在返国后，他再次回到议会中。他希望在爱尔兰新政府中任战争大臣，但新的中尉阁下，卡姆登勋爵只给了他军械副将的职位。他拒绝了这个职位，回到了在南安普敦的33团。33团被派往西印度，在乘船7个星期后，一场风暴强迫船队回到了英格兰普尔。在休养了几个月后，白厅决定将33团派往印度。1796年5月3日，他因资历而被晋升为上校。几个星期后，他与他的部队一起航往加爾各答。

### 印度

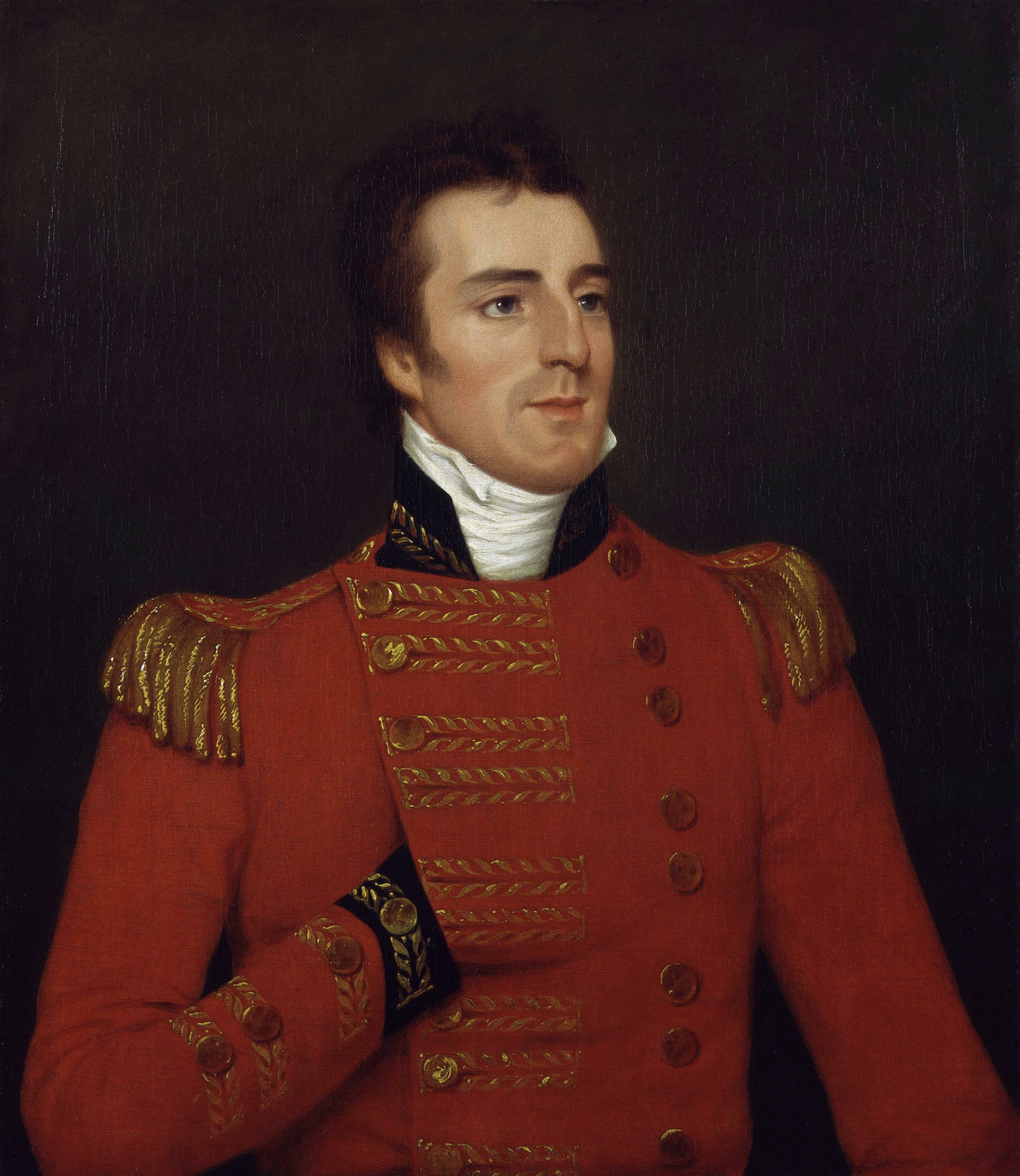
身着少将军装的阿瑟·韦尔斯利

1797年2月，威灵顿抵达印度，并在这里停留了几个月。随后，他被派往菲律宾作一次简单考察，为此，他建立了一个新的卫生防护措施列表，以告知他的人员如何应对陌生的环境。11月，他回到印度，得知他的长兄，现在的莫宁勋爵，理查德被任命为新的印度总督。
1798年，威灵顿将他的姓改为被他长兄认为是古代的，合适的“Wellesley”。

#### 第四次英迈战争

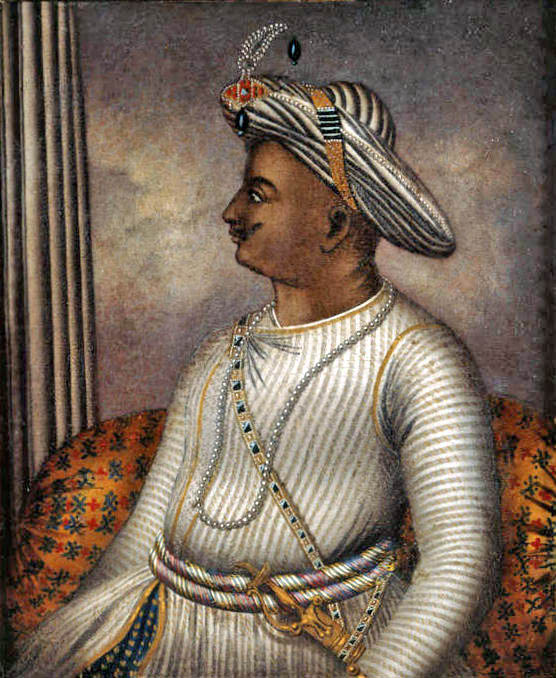
迈索尔统治者提普苏丹，绘于1792年

这场对抗迈索尔的战争于1798年为东印度公司的扩张而打响。爱德华命令一支部队去攻克塞陵加巴特木，并击败Tipu。在哈里斯将军（General Harris）的指挥下，达24,000人的部队开往馬德拉斯，与一支由西面的孟買来的，人数相当的部队汇合。
在一次繁杂、细心的准备后，第33团在12月离开了大部队，从馬德拉斯出发，穿过250里（402公里）宽的丛林到达迈索尔。因为他的长兄是印度总督，所以威灵顿得到了额外的指挥权，任海得拉巴的尼扎姆的军队（被派往增援东印度公司的部队）的首席顾问。这个职位使他与许多比他高级的军官有摩擦。在马拉瓦尔利战役中，威灵顿带领他的士兵排成两列战线对抗敌军，迫使他们退到一个小脊，然后下令开火。在多番齐射后，第33团发动了刺刀冲锋，迫使敌军步兵撤退。
威灵顿一到塞陵加巴特木，战役就开始了。他的任务是夜袭Sultanpettah一个邻近敌军堡垒的村庄，为炮兵开路。因为敌人做了充分准备，且部队在晚上又发生了混乱，夜袭以25人伤亡的代价告终。威灵顿也在战斗被枪弹击中受轻伤。虽然次日再次进攻得手，但这次失败仍给威灵顿留下了深刻印象。他分析到：“绝不要攻击充分准备、各就各位的敌人，也不要在未侦察敌人方位的情况下进攻。”
列文·邊沁·寶寧记载到：

其中一个森林，叫做Sultanpet森林，布满深沟，深沟中的水来自堡垒东南面一公里左右。博德将军（General Baird）要清刷森林并驱逐敌军，但当他在晚间与第5团一起前进时发现森林并无敌军。但迈索尔部队于次日再度藏于森林中，所以驱逐他们是绝对有必要的，两队士兵于日间时离开队伍被派往执行此任务。第一队士兵由Shawe上校指挥，成功地破坏了一个村庄。第二队士兵由韦尔斯利上校指挥，他对敌军发起了一次夜袭，因战场环境复杂，部队最后溃退，一些士兵被俘。韦尔斯利上校也被枪弹所伤，差点陷入敌手。

经过几个星期的反复炮轰，堡垒的主墙终于被炮兵炸出了一个口。贝尔德将军（General Baird）发起进攻，肃清了堡垒。威灵顿掩护进攻，在裂口部署卫队，命令他的部队开进要点。在得到提普苏丹战死的消息后，他到现场检查他的脉搏，确定他的生死。在接下来的几日，他的部队变得缺乏纪律，在城市里酗酒、劫掠。为恢复秩序，几个士兵遭到鞭打，四个士兵被吊死。
此战后，哈里斯将军离开了，30岁的威灵顿被任命为塞陵加巴特木与迈索尔总督。1801年7月17日，他被晋升为准将。他居住在苏丹的夏宫里，改革税制、司法系统以维护秩序、避免贪污受贿。他又击毙了在战役时从塞陵加巴特木的监狱中越狱的佣兵“国王”Dhoondiah Waugh。威灵顿指挥四个团击败了Dhoondiah的大量部队，也击毙了Dhoondiah本人。他支付了Dhoondia儿子未来的赡养费。
威灵顿在印度时病了相当长的一段时间。第一次是严重腹泻、发烧，然后是由毛癬菌引起的嚴重皮膚感染。1802年9月，他得知他已经被晋升为少將。他在1802年4月29日被晋升，但消息在几个月后才抵达印度。他在印度留到11月，之后，他被派往参与第二次英马战争。

### 第二次英马战争

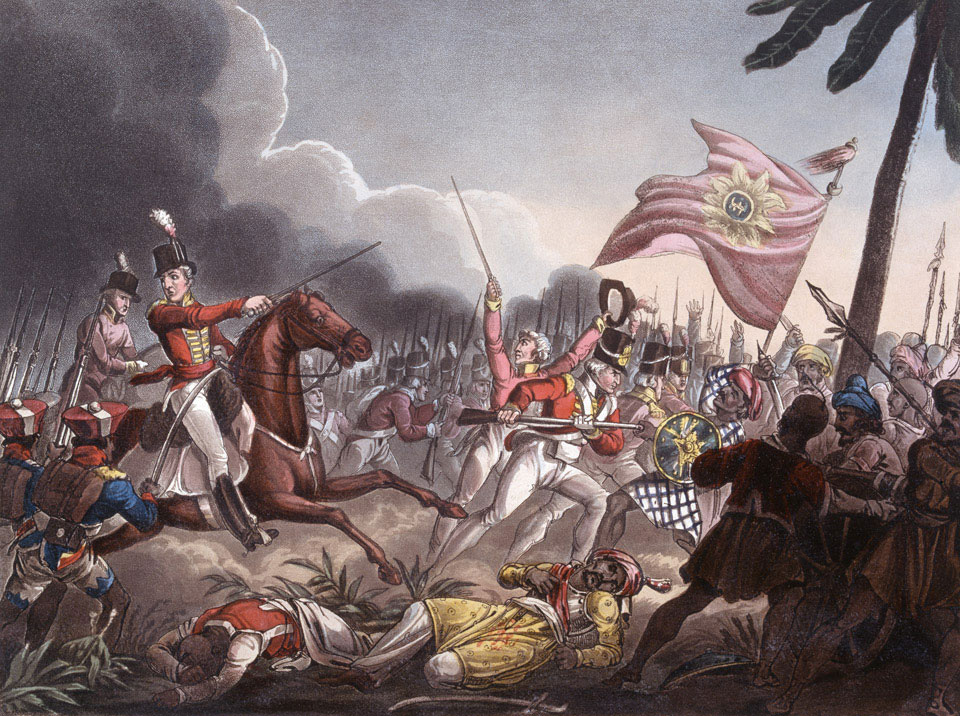
在阿索战役中的阿瑟·韦尔斯利

威灵顿决定要大胆地进攻马拉地帝国的大军。在他的军队（总共24,000人）整装待发后，他在1803年8月下达了攻击最接近的马拉地堡垒的命令。堡垒的城墙被炮兵炸开了一个口，步兵随即以这个口为突破点进攻，迫使堡垒在8月12日投降。在得到堡垒后，威灵顿得以延伸在哥达瓦里河以南的控制。

#### 阿索
为寻出马拉地军主要部队，威灵顿将他的部队一分为二，第一支部队由他指挥，第二支小得多的部队由史蒂文森上校（Colonel Stevenson）指挥。威灵顿原先准备于9月24日重新合并部队。但据情报，马拉地军主要部队部署于阿索（Assaye）的两条河流之间。如再待第二支部队来临，马拉地军将得到撤退的时间，所以他决定马上发起攻击。
9月23日，威灵顿带领他的部队渡过Kaitna的一条河，开始了阿索战役。在渡河后，他将步兵分为几条战线，向马拉地军步兵前进。他的骑兵则于村庄附近侧袭马拉地军。在战役中，威灵顿亲临战阵，他胯下的战马被击毙两只。在关键时刻，威灵顿重组部队，命令后来战死的麥克斯韋上校（Colonel Maxwell）攻击马拉地军右翼末，威灵顿本人则带领步兵攻击敌军中部。

#### Argaum与Gawilghur
虽然，马拉地军队遭受了损失，但战争仍因未结束。在几个月后的11月，威灵顿在Argaum附近进攻一支大部队，再次将他的部队带向胜利，以361人伤亡为代价换取敌人的5000死亡。在围攻Gawilghur的一个堡垒时获得了进一步的胜利。Lake将军也在Delhi击败了敌军。这两次失败迫使马拉地接受议和。

### 离开印度
威灵顿不想继续留在印度，写到“没有人在印度服役的时间比我在印度服役的时间长。”1804年6月，他向陆军申请，要求返国。为了嘉奖他在印度的战功，在9月，他获封巴斯骑士。同时，他在印度服役期间，聚敛了42,000英镑（当时估计），主要为战役中的奖金。他兄弟的总督任期在1805年3月结束，兩兄弟乘坐HMS豪威號（HMS Howe）返回英格蘭。巧合的是，威靈頓在圣赫勒拿島停止了他的航程，他居住的建築，日後也會被流放的拿破崙居住。

### 回到英国
在回到英国后，韋爾斯利兄弟为他们在印度时的挥霍无度与未经授权的部署辩解。在1805年，韋爾斯利在德国北部参与未遂的英俄远征（Anglo-Russian Expedition），夺取了易北河上的一条桥。从战争中归来时，韦尔斯利得到好消息；由于他的荣衔与地位，基蒂·伯克南的家人同意他娶她。在1806年4月10日，韦尔斯利与基蒂在都柏林成婚。他们的婚姻在后来会被证明为不愉快的，而且，因为韋爾斯利在外征战，他们会分别几年。在他离开陆军的时间里，在1806年1月，他被选为托利党东萨塞克斯Rye的国会议员。一年后，他被选为怀特岛纽波特的国会议员，并被任命去服务爱尔兰布政司里士满公爵。同时，他成为了枢密院顾问官。

### 丹麦
威灵顿在1805年参加了失败的英俄联军对北日耳曼的远征，他指挥一个旅到了易北河。在奥斯特利茨战役后，军队一无所获地返回了国内。1807年，由于威灵顿作为一名低级指挥官参加了对丹麦远征（第二次哥本哈根战役），他被升为了中将。同时在1806年，他做了6个月托利党在下议院中小镇Rye的代表。一年后，他被选为下议院中代表怀特岛纽波特市的议员，有两年的任期。他也作为爱尔兰布政司供职了两年。在1807年4月他成为了英国枢密院成员。但是他的政治生活当他前往欧洲大陆时突然停止了，他前去参加伊比利亚半岛上对抗法军的军事行动。

### 半岛战役
在之后动荡不安的几年里，威灵顿通过他的谨慎小心、对“后坡防御”的熟练运用以及“以横对纵”战术的使用，在历史上确立了他的位置。
从1789年起，法国被大革命搞得天翻地覆，拿破仑在1799年控制政权，到达欧洲权力的颠峰。在1807年，他最终发动对西班牙和葡萄牙的入侵。第二年，当威灵顿正准备指挥一支军队去委内瑞拉与拉丁美洲的爱国者弗朗西斯科·德·米蘭達将军合作；当西班牙人的起义引发半岛战争的时候，他的任务被改变并被派往了葡萄牙。1808年威灵顿在罗利萨之战和维梅鲁之战击败法军，但他在后一场战斗结束之后被剥夺指挥权。达尔林普尔将军（General Dalrymple）坚持要威灵顿来签署辛特拉协议（Convention of Sintra，这协议约定不列颠皇家海军将把法军与他们的战利品一起运出里斯本）。之后，威灵顿被召回英国接受调查庭（Court of Enquiry）的调查。结果是他同意了签署初步停火协议，但他没有签署辛特拉协议，于是他被宣告无罪。
与此同时，拿破仑自己也来到西班牙，他带来他的老兵来扑灭起义。而不列颠半岛派遣军的新主帅约翰·穆尔爵士（Sir John Moore）在1809年1月的科魯尼亞戰役中阵亡。
虽然战事进行得并不顺利，但是英国和葡萄牙（他们最早的盟友）已经准备好要与法国和他的盟友决一死战（这是与灾难性的瓦爾赫倫島戰役相比——这次远征是当时英国冒失地进行的军事行动的典型）。威灵顿给卡斯尔雷勋爵写一张关于葡萄牙防务的备忘通条，强调控制山区边境的重要性，并提议将里斯本作为主基地——因为皇家海军的支援可以使它的防御牢不可破。卡斯尔雷和内阁认可他的意见，并将他指为葡萄牙英军总指挥，并将他们的人数从10000增加到26000人。
在快速地补充人员后，威灵顿在1809年4月发动攻势。在第二次波尔图之战（Second Battle of Porto）中他在光天化日之下渡过杜罗河，突袭并赶走波尔图的法军。之后他与由Cuesta中将指挥的一支西班牙军会合进军马德里。他们原计划攻击维克多元帅，但拿破仑的哥哥约瑟夫·波拿巴抢先支援维克多，并进攻塔拉韦拉，但在此战中被击败。由于这，他被封为“塔拉韦拉和威灵顿的威灵顿子爵”（Viscount Wellington of Talavera and of Wellington）。由于苏尔特元帅威胁他们的后方，英军被迫撤至葡萄牙。由于在整个战役中西班牙军拒绝提供他们承诺的补给并不告知他苏尔特的动向，威灵顿再没有信任过西班牙军的承诺和物资供应。
1810年，由马塞纳元帅指挥的一支新扩充法军入侵葡萄牙。英国国内和军队内部看法一致是消极的，认为他们必须得撤出葡萄牙。但威灵顿先在布萨科（Buçaco）阻滞法军，接着通过他壮丽的防御工事——托列斯维德拉防线挡住他们的去路，杰出地在绝对保密的条件下集结军队，并且还有皇家海军保护这侧翼。在6个月后，受阻且粮草已尽的法军入侵部队撤退。威灵顿追击并在几次小规模的战斗以及Sabugal之战后，将法军的大部分部队赶出葡萄牙，除了一支部署在阿尔梅达（Almeida）并正遭围攻的小部队。
1811年，马塞纳杀个回马枪，企图救援阿尔梅达的部队，但威灵顿在奥诺洛泉之战（battle of Fuentes de Oñoro）击败法军。与此同时，威灵顿的部将贝尔斯福德子爵正在拉阿尔武埃拉之战中竭尽全力对抗法军苏尔特元帅的“南方军团”。在5月，威灵顿由于他的功劳被升为上将。法军放弃阿尔梅达，但仍然在两个西班牙城堡——罗德里戈城与巴達霍斯驻防，牢牢卡死穿过山区进入葡萄牙的道路。
1812年，威灵顿终于占领罗德里戈，并在入冬时打法军一个措手不及。之后他快速转向南方，包围巴达霍茨，然后在一个血腥的夜晚攻下它。看到猛攻巴达霍茨的代价——城墙缺口处成堆的尸体之后，他无法再保持镇静，痛哭起来。
他当时的军队是一支在各个师都有由贝尔斯福德重组的葡萄牙军支援的英军。他开始进军西班牙，然后在萨拉曼卡之战中赶走法军，但这一战中法军一个轻微的部署失误给英军显而易见的优势。（这是自1799年来50000数量级的法军第一次被击退）这场胜利解放西班牙首都马德里。作为奖励，他先是被封为伯爵，然后是侯爵，并被给予全西班牙联军的指挥权。
他试图攻占连接马德里与法国道路上的重要堡垒布哥斯，但因守軍的卓越防守而失敗。英葡聯軍在让·德迪厄·苏尔特率領的法軍的追擊下遭遇了英軍在半島戰爭中最大的失敗，大量英軍在撤退途中被法軍俘虜，被迫放棄大量西班牙城鎮撤退回到葡萄牙。
1813年，威灵顿发动新的攻势，威胁法军交通线。他从布尔戈斯北方的山区出击，而且出乎法军意料地将补给线从葡萄牙移到西班牙北方海岸线上的桑坦德。他亲自带领一支小部队佯攻法军中心，而主力部队由托马斯·格雷姆爵士（Sir Thomas Graham）指挥]从法军右路迂回，导致法军不得不放弃马德里和布尔戈斯。威灵顿继续从侧翼包围法军战线，追上并在维多利亚之战（Battle of Vitoria）彻底击溃约瑟夫·波拿巴国王的军队，他的军衔也因此被升为陆军元帅。这场战斗成为贝多芬作品《威灵顿的胜利》（Wellington's Victory，Op. 91, Wellingtons Sieg oder die Schlacht bei Vittoria）的主题。但是，英军士兵违反纪律抢劫法军放弃的马车而不去追击逃敌。这个极为恶劣的破坏纪律的行为使得威灵顿火冒三丈写信给巴瑟斯特伯爵：“我们供养些地上的渣滓来当兵。”
在攻占潘普洛纳和圣塞巴斯蒂安的两个小堡垒和在比利牛斯山脉、比达索阿河和尼韦勒河击败苏尔特元帅重组的法军后，威灵顿侵入法国南部。尼夫河之战（Battle of the Nive）胜利后，他孤立巴约纳（Bayonne）城堡并在奥塔斯（Orthez）之战中击败苏尔特。蘇爾特元帥在圖盧茲戰役成功擊敗他的進攻，但在第二天撤出图卢兹后，马上传来拿破仑战败退位的消息。之后拿破仑被流放至厄尔巴岛。
被当作一个凯旋的英雄，威灵顿被封为威灵顿公爵，到现在这个爵位还一直被他的后代继承着。（由于在半岛战争期间威灵顿没有回过英格兰，他所有的爵位都在一场罕见持续一整天的典礼上授给他。）他很快被指为驻法大使，然后取代卡斯尔雷勋爵作为联合王国的首席全权大使参加维也纳和会。他在和会上坚持主张保持它作为欧洲均势重要砝码的地位。在1815年1月2日，当巴斯骑士团扩编时，他的巴斯骑士团骑士身份被升为大十字骑士（Knight Grand Cross）。
尽管他在半岛上的战事中取得最终胜利，但《拿破仑与他的元帅们》的作者麦克唐奈（A.G. Macdonell）对威灵顿与他的对手们的指挥技巧有不同的看法。
“也许历史上没有一位将领在伊比利亚半岛上的日子像威灵顿一样那么容易。在内陆战线活动，用一支‘雇佣军’，在每个农民和教士都是一个同盟者，一个情报来源，一个积极的杀手的国家，拥有来自英格兰源源不断的补给和对海洋的完全掌控，威灵顿公爵将战事完全掌握，但仍然花6年从里斯本进军到比利牛斯山。”

### 滑铁卢战役
1815年2月26日，拿破仑从厄尔巴岛逃回法国。五月时他已重新掌握了政权，也面对着新反法同盟的威胁。威灵顿离开维也纳开始准备后来被称为滑铁卢战役（Waterloo Campaign）的战事。他到比利时去指挥英德联军和他们盟友荷兰与比利时的军队，这些军队与陆军元帅吉布哈德·莱贝雷希特·冯·布吕歇尔麾下的普鲁士军队部署在一线。
法军入侵比利时，在林尼（Ligny）击败了普军，并与威灵顿进行了非决定性的四臂村之战（Battle of Quatre Bras）。这些战斗迫使英联军撤退到横亘在布鲁塞尔路上的一条山脊，就在小镇滑铁卢的南边。
6月18日，著名的滑铁卢之战开始了。战斗持续了一整天，英联军在法军火炮的狂轰以及骑兵的冲击下岿然不动，之后布吕歇尔麾下的普军到达，一部分支援威灵顿的左翼，其他的都与法军右翼在普朗斯纳（Plancenoit）交火。法军的近卫军之后戏剧性地被英军排枪击退，而拿破仑的军队在恐慌中溃败了。
虽然威灵顿的军队在布吕歇尔到达前已经打退了法军进攻而坚守了几个小时，人们仍然在争论如果普军没来，联军是否会取得如此决定性的胜利。需要注意的是，由格鲁希元帅指挥下那三分之一的法军正与普军后卫在几英里之外的瓦夫尔（Wavre）交战。考虑到这些因素，以及威灵顿麾下三分之一的士兵是德国人这个事实，一个德国历史学家十分极端地说滑铁卢是“德国人的胜利”。
1815年6月22日，拿破仑再次退位，后被不列颠皇家海军送到了圣海伦娜。
当他在1815年面对拿破仑时，威灵顿指挥着英德荷比联军，其中只有25000人是受过英军标准训练的，其余的都是缺乏训练的从荷兰与比利时军队调来的士兵（有一些以前甚至为拿破仑战斗过）。（许多精锐的英军士兵被送到了美洲，去彻底结束1812年美英战争。）
许多争议都是由拿破仑派格鲁希元帅的33000人去追击普军这个决定而产生的。但是拿破仑在6月16日已经在林尼击败了布吕歇尔并迫使联军的两支部队向不同方向撤退，他有他的战略考虑：他知道他不可能在一个战场击败整个联军。威灵顿也有类似的战略赌博：他将17000人外加一部分火炮留在了哈尔，在蒙特圣吉恩（Mont Saint Jean）西北。这样做的好处不仅仅是可以保护他的右翼，还可以在当6月18日的行动不能结束战事的情况下将其作为后备力量。
拿破仑的战术在之前被批评为没有发挥出他的才华，但是当他面对一支严阵以待的庞大联军（这时俄军和奥地利军正在法国国境以东集结）时，他的回应仍残酷地明确。他在6月16日在林尼击败普军，并迫使威灵顿撤退以继续与普军保持联系。拿破仑的目的很简单，但也对获得胜利以使法国有与奥地利和俄罗斯有和谈的可能至关重要，那就是使普军与英军不能在同一个战场上并肩作战。
拿破仑没能攻击威灵顿右翼，部分是由于部署在哈尔的联军后卫部队，而最重要的原因是他想将威灵顿与布吕歇尔分开而不是将他们挤到一起去。他的计划简单而有效：将威灵顿的右翼用压倒性的炮火及对乌古蒙（Hougoumont）的进攻钉住，使威灵顿将中路左侧的部队派离阵地支援右翼，然后用之前对付欧洲其他军队极为成功的步兵纵队阵形全力击破这个阵地。
事实上乌古蒙顶住了进攻，虽然只被威灵顿谨慎地给予了很少的支援；而庞大的步兵进攻则被联军骑兵摧毁，尽管这次失控的冲锋给他们自己和拿破仑的波兰枪骑兵带来了很大伤亡。拿破仑当时唯一的选择就是全力进攻联军中央，而不留下防卫普军的兵力。威灵顿对他战线的调整以后撤起始，而这引来了法军骑兵冲锋的巨浪，迫使联军士兵分成分散的防御队形（就是“方阵”），要是这时有法军步兵与炮兵的协同攻击，近距离平射这些方阵，可能会产生拿破仑所期望的效果。
这时候拿破仑的指挥能力似乎相比他的天才来说太过失常——滑铁卢的法军部队散乱地塞满了整个阵地，而却他对于协同作战犹豫不决。方阵承受下了骑兵攻击，他们之间的空隙被联军骑兵余部保护着，而法军的骑兵冲击由于遇到泥泞的上坡和凹陷的十字路口等困难逐渐减弱直至停止。普军这时正在进攻法军前哨，不管格鲁希部的三万人情况如何，现在情况明朗起来了：普军已经杀到眼前，是必须得下决心的时候了。
拿破仑在两支敌军能协同进攻之前最后一次试图击破威灵顿的阵线中央，而在大约晚上6点法军终于攻下了联军前方的关键——拉海圣（La Haye Sainte）。威灵顿将他前线的部队再次重新部署，准备应对法军最后的袭击，并且他当时已经确知远处穿暗色制服的军队是布吕歇尔的普军而不是格鲁希的法军。拿破仑这时派出了他的帝国近卫军，这支部队一直作为后备力量，可以在任何战斗中所向披靡。近卫军分成两支进攻来结果拿破仑认为已经到了毁灭边缘的联军。威灵顿已准备完毕，他为也许过于自信的法国近卫军准备了一场大规模的伏击，紧接着将是会让法军感到极为意外的反攻和像以往一样坚韧而守纪的英军步兵的交叉火力。他将他军队剩下的士兵藏在山后坡和种植了高高作物的农田之中。毫无准备，也许还由于法军其他部队一天来的徒劳无功而士气低落，近卫军在英军的“大惊喜”下畏缩并退却了，这一事件在拿破仑战争中是不可思议的，而这瞬间引发了法军其他部队的恐慌。
当普军攻破法军东部防线时，威灵顿终于下令联军战线推进，而法军的残兵败将们在一片混乱中放弃了阵地。威灵顿和布吕歇尔在南北横穿战场的公路上的拉贝利联合（La Belle Alliance）酒馆会面，这次会面公认与由修整后的普军将法军赶回国这个决定有关。
威灵顿在之后许多次被人暗示他在滑铁卢表现也不很好，决策有些混乱。威灵顿总坚持说他的战略从一开始就是明确的——就是守住阵地、对抗拿破仑可能发动的任何进攻、并在适当的时候一举击败法军，就是他已经实现的战略（在普军将会向西与他靠拢的情况下只守住蒙特圣吉恩，其实他到这天快要结束时才得到普军正向法军右翼进攻的确切消息）。滑铁卢也许没能成为一场“出色的”战斗，但它标志着多年的拿破仑战争最终结束。

## 政治生涯
当1819年威灵顿被任为利物浦勋爵（Lord Liverpool）所领导的托利党政府的军械总管（Master-General of the Ordnance）。1827年擔任不列颠陆军总司令（Commander-in-Chief of the British Army）。

### 首相
1828年利物浦去世後，威灵顿成为除罗伯特·皮尔之外托利党另一颗闪亮的新星，1828年他當上首相，成為托利黨時代最後一任首相，亦是僅有兩位愛爾蘭出生的英國首相（另一位是第二代謝爾本伯爵威廉·佩蒂）。
他出任首相後，前7个月他並未住进唐宁街10号，因为他覺得这官邸太小了。但之后他态度转变并住了进去，因为他家阿普斯利邸宅（Apsley House）需要大规模整修。在这期间他在伦敦大学国王学院的创建中给予很大的帮助。
作为首相，威灵顿是保守主义的代表，担心法国大革命引起的混乱会蔓延到英格兰。他任內的一件大事是天主教解放：给予联合王国境内的天主教徒几乎所有的公民权力。这项决议是由于丹尼爾·歐康諾，一个当选但不能合法进入国会的爱尔兰天主教解放派议员（当时英国法律不允许爱尔兰天主教徒成为国会议员），被压倒性的补缺选举选入国会而被迫通过的。温奇尔西伯爵控告威灵顿已经“密谋背叛了新教宪法”。威灵顿立即以与温奇尔西决斗回应。1829年3月21日，他们在巴特錫旷野（Battersea fields）会面。当到了要开火的时候，温奇尔西的手臂还没来得及举起，威灵顿就已瞄准他。威灵顿的子弹从温奇尔西身体右侧飞过，差得很远。关于威灵顿沒擊中對方的解释各不相同：威灵顿自己说他瞄准了，而他的槍法是出了名的糟糕；另一种说法给予温奇尔西更多的同情，说威灵顿瞄准了温奇尔西的致命部位。温奇尔西没开枪，而这本来是他和他助手在决斗前几乎确定要做的事情。他的名誉得救了，温奇尔西随后给威灵顿写了一封道歉信。在英国上议院，面对棘手的反对势力，威灵顿为天主教解放发表演说，这成为了他一生中最好的演说之一。他出生在爱尔兰，并在之后管理她，所以他知道天主教徒在那里的不幸遭遇。1829年天主教解放法最终以占多数的105人赞成而通过。许多托利党员投票反对这项法案，它的通过几乎只靠了辉格党的帮助。
“铁公爵”这个外号就来自这个首相任期，他正亲身体验政治上以及生活中极端的不受欢迎。他的住所阿普斯利邸宅的窗户成为被破坏的目标，而他只好装上铁製的百叶窗来减轻损失。“铁公爵”是由这件事，而不是由于他特有的刚毅身心而得来的。
威灵顿於1830年辭職。在那年的夏秋二季，暴乱席卷了整个国家（史称斯温暴动）。辉格党自1770年以来一直在野，他们将改革看成是應对动乱的方法，并且能让他们再次掌权。威灵顿则坚持与反对改革和扩大选举权的托利党站在一起，这样做的后果就是他在1830年11月5日针对他的不信任投票中下台。他的首相职位改为由格雷伯爵担任。

### 威灵顿与改革法案
辉格党提出了第一个改革法案，但威灵顿和托利党员们努力阻止它的通过。这项法案在下议院通过了，但在托利党控制的上議院被否决。由于这件事大选被召开，而辉格黨获得了更大的人数优势。第二个改革法案被提出，但遭遇了与第一个相同的命运，而另一股近于暴乱的浪潮席卷了全国。这时候，威灵顿在利物浦到曼彻斯特的铁路线开通仪式上被人群以一种敌视的方式迎接。辉格黨政府任期在1832年结束，但威灵顿却无法组织一个托利黨政府，其中一个重要的原因涉及到英格兰银行，这使得威廉四世国王除了任命格雷伯爵为首相外别无选择。法案终于在上議院通过了，但那是在国王威胁如果不这样做就要用新封的辉格黨贵族来填满上議院之后。虽然法案通过了，威灵顿始终没有接受这一改变：当在扩展选举权的大选后国会第一次召开时，据报道说，威灵顿说：“我活到现在还从没见到过如此多丑陋可憎的帽子。”

### 第二次出任首相
在这段时间威灵顿的托利党领袖地位逐渐被罗伯特·皮尔代替了，并且这个党正逐渐向保守党转变。当托利党员们在1834年又一次掌权，威灵顿谢绝成为首相，而皮尔被选中了。但皮尔当时在意大利，所以在1834年的11月到12月中有3个星期威灵顿作为临时首相和其他大部分部门的临时部长。在皮尔的第一任内阁中，威灵顿成为了外交部长，而在第二任内阁中他是不管部大臣和贵族院领袖。

## 晚年

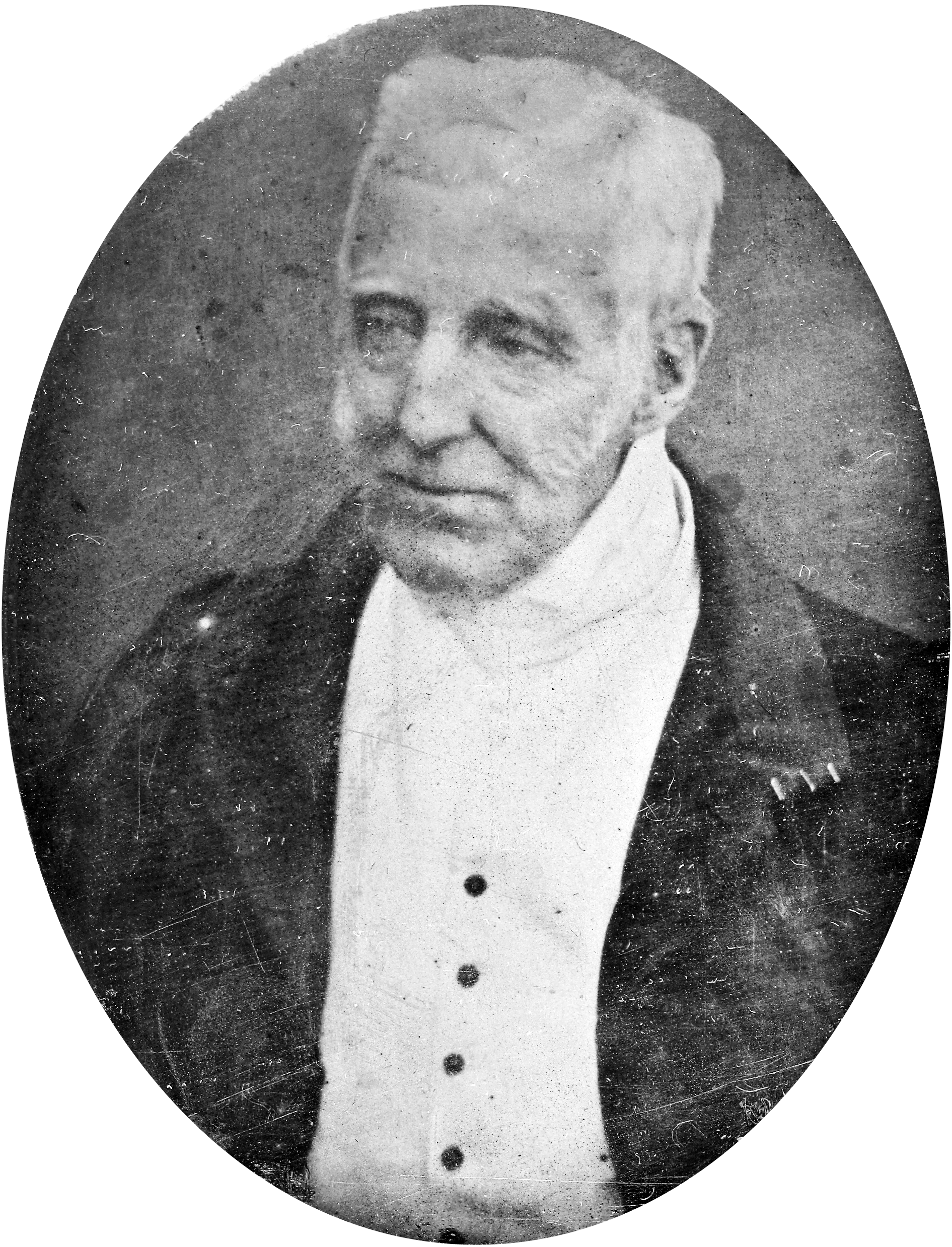
第一代威靈頓公爵，於1844年利用銀版攝影法拍攝

威灵顿在1846年皮爾下台后退出政坛，他仍是军队总司令，并在1848年革命期间为了帮助组织一支军事力量保护伦敦而短暫回到聚光灯下。在1846年由于在是否废除谷物法上发生了分歧，保守党分成两个派别，包括威灵顿在内的老内阁成员们仍然支持罗伯特·皮尔，但大多数的下院议员支持新的保守党领袖愛德華·史密斯-斯坦利，第十四代德比伯爵。当1852年初威灵顿在贵族院听到一堆新手大臣的任命宣读时，他大喊：“谁？谁？”（"Who? Who?"），于是这便成为第一任德贝政府的外号。
1852年威灵顿在瓦尔麦尔城堡去世（Walmer Castle，他作为五港同盟守护领主（Lord Warden of the Cinque Ports）的荣誉住所，他很喜欢那地方并曾在那接待过维多利亚女王的拜访）。虽然生前他讨厌坐火车，他的遗体卻被火车送到伦敦，像他之前的霍雷肖·纳尔逊一样，他受国葬。有許多人参加了葬礼以至于在现场连站的位置也很难找到。坦尼森作的“威灵顿公爵挽歌”（"Ode on the Death of the Duke of Wellington"）中毫不掩饰地给他赞扬，证明他一生的声望之高。他的花岗岩石棺被安放在圣保罗大教堂里纳尔逊的旁边。

## 人格

### 个性
威灵顿公爵的工作节奏是极快的。他每天早早起床，因为他一旦醒来就“不能承受躺在床上的滋味”——他常常只睡6个小时或更少的时间。甚至1815年他不再出征后，他仍然睡行军床，这也反映出他并不关心个人享乐。西班牙将军Miguel de Álava声称，威灵顿经常说军队要“在拂晓”开始行军并吃“冷肉”，使得他开始害怕这两件事。当战事发生时，早餐和晚餐之间他几乎从不吃东西。1811年退回葡萄牙期间，他只吃“冷肉冷面包”维生（与他一同进餐的参谋们对此感到绝望）。但他素來聞名於每次用餐時，飲用和提供十分優質的餐酒，晚餐的時候隨時可以喝完一瓶（以當時的標準來說屬於正常）。
他偏爱使用高科技的机械工具，并且成为了不列颠军队中最早使用榴霰弹与康格里夫火箭的将领（虽然他之后对这种火箭糟透了的精准度而感到失望）。他设置了一个专职破译截取的法军电报的军官职位。另一方面，虽然做了一丝不苟的准备工作，他的补给队还是由驮货物的骡子和轮轴不上润滑油的牛车组成（如果有河流的话，还包括货船）。
他很少下属面前流露情感。但是，Miguel de Álava证实了下面这个场景：就在萨拉曼卡之战前，威灵顿一边用小望远镜观察法军的调动，一边嚼着一只鸡腿。他发现法军左翼过分地展开了，意识到他可以对那儿进行一次成功的攻击，于是他把鸡骨头往天上一扔，大喊道：“法军败了！”（"Les français sont perdus!"）还有一次，在图卢兹之战后（Battle of Toulouse），当他的侍从官将拿破仑退位的消息带给他时，他穿着他的靴子原地转起了圈子，并打了几个响指，有点像在跳即兴的弗拉门科舞蹈（flamenco dance）。
尽管他是著名的苛刻并用铁腕手段维持纪律，威灵顿也深深地关心他的士兵们。他在波尔图之战及萨拉曼卡之战结束后没有追击法军，因为在复杂地形条件下追击逃敌会不可避免地造成人员伤亡。另外，他唯一一次公开地表现出悲痛是由于他士兵的惨痛伤亡：在悲惨且代价昂贵地占领了巴达霍斯之后，他看到缺口处英军士兵大量的尸体时流泪了。在这个背景下，再看他在维多利亚之战后写的那封著名的信中称呼他们“地上的渣滓”，就可以看出他的激烈情绪是由他对他们擅自解散队伍的失望和对不服从命令的愤怒而引发的。

### 指挥技术
威灵顿常常被描述成一位防御型的将领，虽然在事实上，许多他指挥的战役都是进攻战（如Argaum、亚萨耶、波尔图、萨拉曼卡、图卢兹、维多利亚）。但半岛战争中的大部分时间，他的士兵无论在人数还是在训练方面，都无法打一场进攻战。同时，伊比利亚半岛提供了极好的打防御战的地形，而威灵顿也正好可以利用这一优势。
威灵顿的战术思想中有许多是从政治、补给或是财政中体现出来的：仅仅作为一个战场上的指挥官，他也不得不对付英国政府反复无常的政策、葡萄牙政府以及各式各样的西班牙军阀与游击队。同时，在贫瘠的半岛上补给是一个恐怖的问题：法军懒得理这问题，他们只是简单地抢劫他们所需要的物资；威灵顿需要获得平民的支持，需要从别处获得补给（特别是从美洲运来的小麦）并运送给战地的士兵。补给常是他的致命弱点，而他在补给线被敌方威胁时常被迫撤退或是采取守势。
在他的防御战中，他对防守战术表现出几乎无人能与之相比的理解力：他几乎是唯一一个意识到山后坡在防御战中作用的拿破仑时代将领，并且尽可能地使用它来隐藏兵力和保护士兵免于受到炮击。虽然如此，他几乎从未错过反击的机会，这时许多法军纵队就会发现他们被火枪齐射攻击后，接下来就会遭到刺刀冲锋的冲击。
威灵顿有时也很强势：他在波尔图的渡河是一次惊人的豪赌：而要不是一位下级军官犯了错误，苏尔特的军队也不会战败。在进攻方面威灵顿也显示出了对地形与战术明晰的理解力：在维多利亚之战中，他指挥了一次壮观且协调的攻击——四个纵队从三个方向同时出击，几乎击溃了整支法军部队，迫使他们将除了138门炮中的1门外其他的行李和补给都“让给”了英军。
然而，他必须非常谨慎：在托里什韦德拉什防线，当马赛纳的军队正尝试包围里斯本并开始迂回时，威灵顿经常站在矮墙上，用望远镜观察法军，咕哝道：“我可以击败他，但需要10000人，而这是英格兰唯一的一支军队，我必须得保护它。”
由于法军在西班牙的总数量总是远远超过英军和葡萄牙军可以派出的人数，法军指挥官总能放弃一些地区来集结比英军更庞大的军队，就像他们在萨拉曼卡之战后所做的那样。因而在最后的总攻之前，威灵顿总是需要小心谨慎地进攻西班牙。
在维多利亚之战前夕的一系列交战中，从里斯本到英军驻地的补给线被切断了，所以他将补给线向西班牙北部海岸延伸，迫使前线的法军部队回到他们的后方。
除了攻打布尔戈斯一战外，他其他的攻城战都是成功的。他的大部分此类战斗发生在印度，对抗比法军缺乏训练、装备与士气的印度军队。由于这个原因，他在他最糟的一战，也就是布尔戈斯之战中也许有点过分自信了。威灵顿几次需要重新夺回葡萄牙边境上的堡垒[比如说阿尔梅达（Almeida）]，因为法军在占领这些联军把守的堡垒时总是取得完全的胜利。同时，由于法军可以很快地召集援军，他不能在漫长的沃邦式的攻城上花费太多的时间。由此，他在罗德里戈城与巴达霍斯的突袭虽然成功地速战速决，但却代价昂贵。
他不喜欢他的骑兵指挥官们。他在1812年7月18日写了一封著名的信，批评骑兵除了在温布尔登开阔地（Wimbledon Common）外简直无法调动，并且总是一窝蜂地冲锋，而不是排成两线——一线冲锋而二线作为预备队。当然，由于家庭方面的矛盾，到1815年以前他一直否认亨利·佩吉特（Henry Paget，就是我们熟知的Uxbridge）的才干。
他同时还是他情报网的直接领导者，并且紧密监督他士兵们的供给与薪水。
他也在政治方面下了大力气：保证英国与西班牙政府对他的支持，为选择军官去疏通关节，并且使与葡萄牙和西班牙人民与他合作。当法军以抢夺食物、枪杀反抗者与当地人民对立时，威灵顿却把大部分的补给从国外运来、为他在当地征用的物资付现金并且用严格的纪律来约束他的士兵——每隔一端时间就会有由于掠夺、谋杀或是亵渎宗教的士兵被处以绞刑。当地人便以服从指挥、应征入伍和提供情报来报答他。游击队更是与英军紧密联手对付法军：袭击法军通讯兵并且将俘获的法军士兵转交给威灵顿。

## 评价
作为一名军事将领，人们常将威灵顿与第一代马尔博罗公爵约翰·丘吉尔作比。他们有许多相似处，特别是他们都有高度成功的军事生涯并都转向了政治界。
1805年9月，刚刚从印度归来、还没什么名气的威灵顿，到战争大臣办事处请求新的指派。在等待室里，他遇到了海军中将纳尔逊。当时纳尔逊在尼罗河之战与及哥本哈根之战的胜利已经使他成为了一位传奇人物。遇到威灵顿之前他刚在西印度追逐了法国土伦舰队几个月。谈话开始之后纳尔逊几乎是唱独角戏，没完没了地说一些无关紧要的话，连威灵顿都觉得有些“无聊与愚蠢”（"vain and silly"）。而威灵顿说的某些话使得纳尔逊估计到他可能是个重要人物。纳尔逊便从等待室里溜出来打听这位年轻将领的姓名，并在回到等待室时改变了语气，以他出色的的洞察力与想象力与威灵顿讨论战事与英国的战略。接下来半小时，威灵顿在与纳尔逊进行了一次愉快的谈话。这是两个人唯一的一次会面——仅仅七个星期后，纳尔逊就在特拉法加之战中牺牲了。

## 荣衔
在威灵顿的一生中，他通过他的赫赫战功与政治贡献获得了许多荣誉、头衔与奖赏，其中也包括奖金、雕像与纪念碑，还有以他的名字命名的建筑与地点。

## 纪念

### 墓地
威灵顿的墓在圣保罗大教堂的地下室，就在教堂设计者克里斯多弗·雷恩的旁边。他的灵柩由为送葬队伍制作的旗帜装饰着。起初也有普鲁士的旗帜，但在一战时被去掉了，再没有重新放上去。

### 雕像与纪念碑
威灵顿纪念碑坐落于都柏林的凤凰公园，它是通过发行公债集资建造的，而它的方尖石塔和基座依然是这个公园的主要景点之一。
卡洛（夏乐）·马罗切提（Carlo Marochetti）所作威灵顿塑像坐落在英格兰利兹市的柴棚荒原公园（Woodhouse Moor park）。他的靴子被涂成了红色，大概是当地学生干的好事。
苏格兰格拉斯哥（Glasgow, Scotland）的女王街也有一座马上的威灵顿像。由于这塑像没有将威灵顿标志性的帽子也塑上去，使得公爵头上总是“丢脸地”放着一个交通锥。
在1838年，一个建造一座威灵顿骑在他爱马哥本哈根上的塑像的提议使得又一座巨大的威灵顿骑像被建造在伦敦宪法山（Constitution Hill）的威灵顿拱门（Wellington Arch）之后，就在他从前在伦敦的居所阿普斯利邸宅（Apsley House）外面。雕像在1846年完工，它那40吨重、30英尺（9米）高的巨大规模使得它在1883年不得不被移到奥尔德肖特（Aldershot），现在还立在皇家守卫部队教堂（Royal Garrison Church）附近。
倫敦杜莎夫人蠟像館也有威靈頓公爵的蠟像。

### 地点
- 新西兰首都取名惠灵顿（Wellington）来纪念威灵顿。这个城市有一所预备学校叫威尔斯利学院（Wellesley College），还有一家私人俱乐部叫威尔斯利俱乐部（Wellesley Club）。新西兰的奥克兰市有一条在市中心的道路以威灵顿亚瑟·威尔斯利（Arthur Wellesley）的名字命名为威尔斯利街（Arthur Wellesley）。
- 澳大利亚的阿德莱德市郊区的威灵顿广场是以威灵顿命名的，由于他被认为保证了南澳大利亚州创建法案（South Australia Foundation Act）在不列颠贵族院的通过。
- 加拿大安大略省的威灵顿郡是以威灵顿命名的，这个郡包围着安大略省的圭尔夫自治市（Guelph, Ontario）。
- 印度泰米尔纳德邦尼尔吉里斯山区（Nilgiri Hills）的一个小镇也叫威灵顿，它是威灵顿兵站（Wellington Cantonment）的所在地。威灵顿兵站是一个在印度颇具声望的军事机构与军事学院。它就在尼尔吉里斯山铁路线（Nilgiri Mountain Railway）上的昆诺（Coonoor）附近。
- 威灵顿村坐落于加拿大安大略省爱德华王子縣，它也是以威灵顿命名的。
- 加拿大安大略省渥太华的威灵顿街（Wellington Street）是以威灵顿命名的。加拿大政府与议会就在这条街边。
- 加拿大安大略省多倫多有威靈頓街（Wellington Street）。
- 威灵顿路位于爱尔兰都柏林的商业区巴尔司布瑞芝（Ballsbridge）。
- 俯瞰澳大利亚塔斯马尼亚州首府霍巴特（Hobart）的威灵顿峰（Mount Wellington）是以威灵顿命名的。另外，霍巴特还有一个叫萨拉曼卡（Salamanca Place）的地方，是位于城市港口区由囚犯建造的一排货物存储处，它是由半岛战争中发生在1812年7月的萨拉曼卡之战而得名。在这个地方后面是巴特里角（Battery Point），这里是艺术品交易与餐饮业的中心，还是世界闻名的萨拉曼卡市场的所在地。走过这片地区可以看到以拿破仑、滑铁卢、亚瑟圆场（这是当年殖民者们的小屋前的环路）命名的街道。另外在麦奎尔街（Macquarie St.）还有一家威灵顿公爵宾馆（Duke of Wellington Hotel），宾馆招牌上的“铁公爵”庄严地俯瞰着街上来往的行人。
- 香港中環有一條威靈頓街（Wellington Street），在威靈頓街14-24號有一幢建築物命名為威靈頓公爵大廈。另外，九龍有一條窩打老道（Waterloo Road）紀念滑鐵盧戰役。

### 学校
- 联合王国伯克郡的威灵顿学院（Wellington College, Berkshire）是在维多利亚女王的命令下为了纪念伟大的公爵而建立的。至今，所有的宿舍都是以当年与威灵顿一同在滑铁卢作战的将军们的名字命名的，包括吉布哈德·莱贝雷希特·冯·布吕歇尔（Gebhard Leberecht von Blücher）、贝尔斯福德子爵（Viscount Beresford）、托马斯·平克顿爵士（Sir Thomas Picton）、托马斯·格雷厄姆男爵（Baron Lynedoch）和奥兰治亲王（Prince of Orange）。最近在2007年5月4日，学校为“铁公爵”的生日在伦敦圣保罗大教堂（St Paul's Cathedral, London）举办了一个纪念活动。
- 北爱尔兰贝尔法斯特的威灵顿学院（Wellington College Belfast）是一所以威灵顿公爵命名的文法学校
- 威灵顿也是约克公爵皇家军校（Duke of York's Royal Military School）高年级男生宿舍的名字，那里像威尔贝克学院（Welbeck College）一样，所有的房子都是以著名军事天才的名字命名的。

### 食物
威靈頓牛柳是从威灵顿得名，这菜是在牛的腰部嫩肉外面包一层鹅肝酱和一层蘑菇香草葱酱，再将它包在千层饼中烤制。讽刺的是，威灵顿最喜欢的肉类其实是羊肉。
威灵顿的肖像还出现在加拿大安大略省圭尔夫市的“威灵顿啤酒厂”（Wellington Brewery）酿造的啤酒的酒标上。还有名为“铁公爵烈性浓啤酒”（"Iron Duke Strong Ale"）的啤酒品牌也是以威灵顿的外号命名的。

### 军舰
装备有131门炮的HMS威灵顿公爵号（HMS Duke of Wellington）一级战舰是以第一位威灵顿公爵命名的。
HMS铁公爵号（HMS Iron Duke）也是以威灵顿的外号命名的，有三艘皇家海军战舰叫这个名字，其中之一就是第一次世界大战时海军上将约翰·杰里科爵士（Admiral Sir John Jellicoe）在日德兰大海战（Battle of Jutland）中的旗舰。

### 纸钞
从1971年到1990年，威灵顿公爵的肖像出现在英格兰银行发行的D系列5英镑纸币背面，背景是滑铁卢之战的一个场景。

## 外号
除了把威灵顿的名字用在靴子上外（Wellington boots），威灵顿公爵还有几个外号：
1830年，也许在一次事故之后他在阿普斯利邸宅的窗户上装上了铁制百叶窗来防止闹事者打碎他家窗玻璃，因此得到了“铁公爵”的绰号。
他麾下的军官由于他善于打扮自己而叫他“花花公子”（"The Beau"），在他成为子爵后又得到了“贵族”（The Peer"）这个外号。
他手下的英国正规军士兵由于他那大鹰钩鼻而叫他“老大鼻子”（"Old Nosey"）或是“老鹰钩鼻”（"Old Hookey"）。
西班牙士兵叫他“老鹰”（"the Eagle"），葡萄牙士兵叫他“杜罗”（"Douro"）。
由于著名的菜“威灵顿牛肉”，他也有个“牛肉”的绰号，也是他在战棋游戏中的外号。

## 家族
- 子：阿瑟·韋爾斯利，第二代威靈頓公爵（英语：Arthur Wellesley, 2nd Duke of Wellington）
- 子：查爾斯·韋爾斯利勳爵（英语：Lord Charles Wellesley）
  - 孫：亨利·韋爾斯利，第三代威靈頓公爵（英语：Henry Wellesley, 3rd Duke of Wellington）
  - 孫：阿瑟·韋爾斯利，第四代威靈頓公爵（英语：Arthur Wellesley, 4th Duke of Wellington）
    - 曾孫：阿瑟·韋爾斯利，第五代威靈頓公爵（英语：Arthur Wellesley, 5th Duke of Wellington）
      - 玄孫女：安妮·里斯，第七代羅德里戈城女公爵（英语：Anne Rhys, 7th Duchess of Ciudad Rodrigo）
      - 玄孫：亨利·韋爾斯利，第六代威靈頓公爵（英语：Henry Wellesley, 6th Duke of Wellington）

    - 曾孫：杰拉爾德·韋爾斯利，第七代威靈頓公爵（英语：Gerald Wellesley, 7th Duke of Wellington）
      - 玄孫：阿瑟·韋爾斯利，第八代威靈頓公爵（英语：Arthur Valerian Wellesley, 8th Duke of Wellington）
        - 來孫：查爾斯·韋爾斯利，杜羅侯爵（英语：Charles Wellesley, Marquess of Douro）
          - 晜孫：阿瑟·韋爾斯利，莫寧頓伯爵（英语：Arthur Wellesley, Earl of Mornington）
            - 仍孫：阿瑟·韋爾斯利，韋爾斯利子爵（英语：Arthur Wellesley, Viscount Wellesley）
            - 仍孫女：湄·韋爾斯利貴女(Lady Mae Wellesley)

        - 來孫：理查德·韋爾斯利勳爵(Lord Richard Wellesley)
        - 來孫女：簡·韋爾斯利貴女(Lord Richard Wellesley)
        - 來孫：約翰·韋爾斯利勳爵(Lord John Wellesley)
        - 來孫：詹姆斯·韋爾斯利勳爵(Lord James Wellesley)

      - 玄孫女：伊麗莎白·克萊德（英语：Elizabeth Clyde）

    - 曾孫：喬治·韋爾斯利勳爵（英语：Lord George Wellesley）